# Bam Bam Bigelow
Scott Charles Bigelow (1. září 1961 – 19. ledna 2007) byl americký profesionální wrestler, známý pod ringovým jménem Bam Bam Bigelow. 
Proslavil se díky vystupování v promotérských organizacích New Japan Pro-Wrestling, World Wrestling Federation (WWF), World Championship Wrestling (WCW) a Extreme Championship Wrestling (ECW). V průběhu své kariéry mnoho šampionských pásů, včetně ECW World Heavyweight Championship, ECW World Television Championship, IWGP Tag Team Championship, WAR World Six-Man Tag Team Championship a WCW World Tag Team Championship. Byl hlavní hvězdou sedmi hlavních akcí: Survivor Series v roce 1987, Beach Brawl v roce 1991, King of the Ring v letech 1993 a 1995, WrestleMania XI v roce 1995 a November to Remember v letech 1997 a 1998.

## Mládí
Narodil se 1. září 1961 v Mount Laurel ve státě New Jersey. Navštěvoval střední školu Neptune High School ve městě Neptune Township, kterou ale nedokončil. Během studií hrál americký fotbal a trénoval wrestling. Následně se účastnil turnajů v páce. Po ukončení střední školy vykonával různá zaměstnání, včetně práce bodyguarda, vyhazovače a lovce odměn v Mexiku. Během toho ho postřelil do zad uprchlík, načež strávil šest měsíců ve vězení v Mexico City.

## Kariéra ve smíšených bojových uměních
| Výsledek | Rekord | Oponent       | Metoda                        | Event   | Datum              | Kolo | Čas  | Místo           | Poznámky |
| -------- | ------ | ------------- | ----------------------------- | ------- | ------------------ | ---- | ---- | --------------- | -------- |
| Prohra   | 0-1    | Kimo Leopoldo | Submission (rear naked choke) | U-Japan | 17. listopadu 1996 | 1    | 2:15 | Tokio, Japonsko | [ 6 ]    |

## Filmografie
| Year | Title                      | Role           |
| ---- | -------------------------- | -------------- |
| 1992 | Pojídač hadů 3: Jeho zákon | Goose          |
| 1995 | Major Payne                | motorkář       |
| 1996 | Karaluchy pod poduchy      | Šéf konstrukce |
| 2000 | Icebreaker                 | člen SWAT      |
| 2000 | Hromy a blesky             | Sám sebe       |

## Osobní život
V mládí byl opakovaně zatčen kvůli obvinění z těžkého ublížení na zdraví, pokusu o únos, omezování osobní svobody, držení drog, loupeže a sexuálního napadení. Jako mladík strávil devět měsíců v nápravném zařízení pro mládež Alberta C. Wagnera a později byl šest měsíců vězněn v Mexico City za to, že v Mexiku nelegálně působil jako lovec lidí.
V roce 1987 se oženil s Danou Fisherovou. Než se v roce 2000 rozvedli, měli spolu tři děti. Po rozvodu ho Fisherová zažalovala za neplacení výživného.
V květnu 2004 byl obviněn z ohrožení blaha dítěte bezohlednou jízdou. Incident přičítal prodělanému záchvatu a o dva měsíce později bylo obvinění staženo. V srpnu 2004 byl odsouzen za držení marihuany.
Dne 2. října 2005 byl hospitalizován se zlomeným nosem a několika tržnými ranami poté, co havaroval na motocyklu Harley-Davidson na silnici Florida State Road 50 v okrese Hernando na Floridě. Bigelowova přítelkyně byla v době nehody jeho spolujezdkyní; utrpěla těžká zranění, ale nakonec se zcela uzdravila a zůstala s Bigelowem až do jeho smrti.
Po většinu své profesionální zápasnické kariéry trpěl závislostí na OxyContinu. Ke konci života měl mnoho zdravotních problémů a pobíral invalidní důchod. Trpěl aterosklerózou, cukrovkou a přetrvávající infekcí. Měl také vážné problémy se zády; operace zad snížily jeho výšku o 2 palce (5,1 cm).

## Smrt
Jeho přítelkyně ho našla mrtvého 19. ledna 2007 přibližně v 10 hodin dopoledne místního času v jeho domě v Hudsonu na Floridě. Bylo mu 45 let. Pitva zjistila, že příčinou smrti byla kombinace drog, včetně toxického množství kokainu a benzodiazepinů. Ke smrti přispěla i ateroskleróza. Soudní lékař označil jeho smrt za nehodu.

## Úspěchy a ocenění
- American Combat Wrestling
  - ACW Tag Team Championship (1×) – s Ralphwm Moscaem
- Continental Wrestling Association
  - AWA Southern Heavyweight Championship (1×)
- Extreme Championship Wrestling
  - ECW World Heavyweight Championship (1×)
  - ECW World Television Championship (1×)
- NWA Northeast
  - NWA Northeast Heavyweight Championship (1×)
- New Japan Pro-Wrestling
  - IWGP Tag Team Championship (1×) – s Big Van Vader
- Pro Wrestling Illustrated
  - Ranked No. 24 of the top 500 singles wrestlers in the PWI 500 in 1994
- Universal Superstars of America
  - USA Heavyweight Championship (1×)
- USA Pro Wrestling
  - USA Pro Heavyweight Championship (2×)
- World Championship Wrestling
  - WCW Hardcore Championship (1×)
  - WCW World Tag Team Championship (2×) – s Diamond Dallas Page (1×) a s Diamond Dallas Page a Chrisem Kanyonem (1×)
- World Class Wrestling Association
  - WCWA Television Championship (1×)
- World Star Wrestling Federation
  - WSWF Heavyweight Championship (1×)
- World Wrestling Federation
  - Slammy Award for Best Head (1987) s Gene Okerlundem
- Wrestle Association R
  - WAR World Six-Man Tag Team Championship (1 time) – s Hiromichi Fuyuki a Yoji Anjo
  - Six Man Tag Team Tournament (1994) – s Atsushi Onita a Genichiro Tenryu
- Wrestling Observer Newsletter
  - Rookie of the Year (1986)